# Smołdzino (powiat słupski)
Smołdzino (kaszb. Smôłdzëno, niem. Schmolsin) – wieś w północnej Polsce, położona w województwie pomorskim, w powiecie słupskim, w gminie Smołdzino na Wybrzeżu Słowińskim. Miejscowość jest siedzibą gminy Smołdzino.
W miejscowości działało Państwowe Gospodarstwo Rolne Smołdzino. Wieś pełni między innymi funkcję turystyczną, ze względu na bliskość Morza Bałtyckiego i atrakcji turystycznych.
W 2011 miejscowość liczyła 947 mieszkańców.
W roku 2021 wieś liczyła 817 mieszkańców, z czego 51,9% stanowiły kobiety, a 48,1% mężczyźni.

## Położenie
Wieś jest siedzibą sołectwa, które obejmuje powierzchnię 1116,92 ha, a wg danych z 2006 r. zamieszkiwało je 971 osób.
Smołdzino leży nad rzeką Łupawą, u podnóża wzgórza Rowokół, w sąsiedztwie Bałtyku, kilku przymorskich jezior (Gardno, Łebsko, Dołgie Wielkie, Dołgie Małe), w pobliżu Słowińskiego Parku Narodowego. 
W latach 1975–1998 miejscowość należała administracyjnie do województwa słupskiego.

## Nazwa
Nazwa, wzmiankowana po raz pierwszy w formie Smolino w 1281, ma pochodzenie słowiańskie. Co do jej charakteru wysnuto następujące hipotezy etymologiczne:
- nazwa topograficzna, powstała przez dodanie do pomorskiego kontynuantu psł. *smola „żywica, smoła, pak” (por. pol. smoła, płb. smölă „żywica”) formantu -ino; nazwa rekonstruowana jako *Smolino (por. najstarszy zapis Smolino)[9],
- nazwa topograficzna, powstała przez dodanie do pomorskiego kontynuantu psł. *smĺ̥dъ „żebrzyca” (por. pol. gw. smłód „gorysz”) formantu -ino z rozszerzeniem nosowym; nazwa rekonstruowana jako *Smolędzino (por. zapis Schmollensin z 1350)[9].

Friedrich Lorentz odnotował formy nazwy w lokalnych gwarach słowińskich: Smɵ̀·ʉ̯ʒänɵ, Smɵ̀·ʉ̯ʒänä wraz z nazwami mieszkańców – zarówno z pominiętym formantem -in-: Smɵ̀·ʉ̯ʒȯu̯n, Smɵ̀·ʉ̯ʒȯu̯nkă „smołdzinianin, smołdzinianka”, jak i w postaci pełnej: Smɵ̀·ʉ̯ʒäńȯu̯n, Smɵ̀·ʉ̯ʒäńȯu̯nkă „ts.”. Forma Smɵ̀·ʉ̯ʒänä jest odnotowana jako mnoga i w języku polskim rekonstruuje się jako *Smołdziny. Niemiecka nazwa Schmolsin jest adaptacją fonetyczną pierwotnej nazwy słowiańskiej. Współczesna polska nazwa Smołdzino jest oparta na gwarowej formie słowińskiej.
Rada Języka Kaszubskiego proponuje kaszubską formę nazwy Smôłdzëno.

## Historia
Jest to wieś słowińska o dużych tradycjach. Pierwsze wzmianki o wsi pochodzą z dokumentu księcia gdańskiego Mściwoja II 1281; w latach 1329–1341 wieś stanowiła własność Krzyżaków. W 1622 roku dobra smołdzińskie przypadły w wianie księżnej Annie de Croy, fundatorce kościoła z 1632 roku. W Smołdzinie pracował pastor Michał Mostnik (Pontanus), który niesłusznie uchodził za piewcę polskości i znawcę języka kaszubskiego. W 1830 roku wygłoszono ostatnie kazania w języku kaszubskim. W 1935 roku u ujścia rzeki Łupawy do jeziora Gardno zbudowano elektrownię wodną. Od 1969 w Smołdzinie mieści się dyrekcja Słowińskiego Parku Narodowego.
Na terenie miejscowości znajduje się pomnik upamiętniający poległych w 1945 r. żołnierzy Armii Czerwonej.

## Zabytki
- Kościół wzniesiony w 1632 r., wczesnobarokowy ołtarz, na skrzydłach owalne portrety Anny de Croy i jej 12-letniego syna Bogusława Ernesta, barokowa amboną z początków XVII wieku, na stropie 49 obrazów z XVII w[14].
- Cmentarz komunalny z 2 połowy XIX w.

Inne obiekty:
- Pałac z parkiem[15]; piętrowy pałacyk z XIX w., bez cech stylowych[16],
- Muzeum Przyrodnicze Słowińskiego Parku Narodowego,
- Elektrownia Wodna „Smołdzino”,
- Wieża widokowa na wzgórzu Rowokół.

## Odniesienia w literaturze
Przedwojenne Smołdzino pojawia się w książce niemieckiej dziennikarki i pisarki Corduli Bölling-Moritz Glück aus grünem Glas, będącej wspomnieniami z jej dzieciństwa (dziadek autorki był administratorem urzędu leśnego z siedzibą w nieistniejącym dziś pałacu). 
Smołdzino jako miejsce akcji występuje również w powieści grozy Krzysztofa Wrońskiego Czarny bóg. Opisane wydarzenia mają miejsce w roku 1947, tuż przed opuszczeniem Smołdzina przez ostatnich niemieckich mieszkańców. W książce występują charakterystyczne punkty miejscowości, takie jak wzgórze Rowokół, kościół Świętej Trójcy, nieistniejący dziś pałac czy dawna plebania (obecnie siedziba dyrekcji Słowińskiego Parku Narodowego).

## Religia
- Parafia Greckokatolicka św. Mikołaja w Smołdzinie
- Parafia Trójcy Świętej w Smołdzinie
- Świadkowie Jehowy: zbór Smołdzino (Sala Królestwa: Słupsk)[20]